# Sparkassen Arena
A Sparkassen Arena é um pavilhão poliesportivo localizado na cidade universitária em Gotinga, Baixa Saxônia, Alemanha. Utilizado principalmente pela equipe do BG Göttingen que disputa a BBL e também pelos alunos Otto-Hahn-Gymnasiums para desportos escolares. A capacidade do recinto é de 3.447 espectadores, sendo 2.078 fixos e 1.369 lugares móveis.

## História
Antes da construção foi descoberto no local uma mina terrestre ativa ainda da época da Segunda Guerra Mundial. O Serviço de Eliminação de Armamento Bélico da Baixa Saxônia (Kampfmittelbeseitigungsdienst Niedersachsen) foi chamado e na tentativa de desarmar o artefato, a bomba explodiu matando três pessoas. Está exposta no saguão da arena uma placa em homenagem aos falecidos.
A obra foi concluída em pouco menos de um ano em 2011 ao lado do Godehardhalle na Schützenplatz que seria totalmente reformado. Uma das inovações da edificação é a Casa passiva (em alemão:  "Passivhaus") atendendo ao padrão PHPP, como um dos primeiros prédios da Alemanha, resultando em uma arena que demanda baixa necessidade energética, sendo que o isolamento térmico é eficaz. 